# 偏侧蛇虫草
偏側蛇蟲草，或稱偏側蛇蟲草菌，是一种拟寄真菌，俗稱「喪屍真菌」，主要以萊氏巨山蟻（Camponotus leonardi）或其近親物種为寄主。偏侧蛇虫草感染蚂蚁後，会控制蚂蚁的肌肉，利用蚂蚁的身体帮助真菌找到适合的生长环境。 当蚂蚁感染了这种真菌，就會離開位於樹冠層的巢穴或是覓食路徑，來到溫度與濕度較適合真菌生長的位置，通常是樹林下層，螞蟻尋找一片葉片後，於葉背以大顎緊緊鉗住葉脈直至死亡，這通常需要花費4~10天。而這段時間也是真菌的生殖階段，子實體從寄主的頭部長出，破裂並釋放孢子。
偏側蛇蟲草反過來其實也受到他種真菌的寄生威脅，這一定程度地減少了他對寄主蟻群的破壞，令人称奇的是這些菌有部分是屬於「抗喪屍」的真菌，是螞蟻所培養出來互利共生的。而也因如此，偏側蛇蟲草菌又發展出能夠釋放具有抗菌效果的次級代謝物的能力，這引起一些科學家的興趣，進而發現了一些有潛力成為免疫抑制劑，抗感染藥劑以及抗癌藥劑的小分子物質（如聚酮化合物）。

## 命名
有時偏側蛇蟲草的學名會寫成Ophiocordyceps unilateralis sensu lato，其義為「廣義上的」。這是因為該物種是由許多屬於O. unilateralis 的近似物種所組成。

## 形態學
該物種可藉由於生命週期末期所產生的生殖構造進行分類，包括自螞蟻頭部後方延伸而出的深色柔韌子座，逾期尖端下方有一個子囊殼。這種真菌會感染螞蟻，最常見的是大黑蟻，真菌會在他們的背板處生長出柄狀構造來承載他們的產孢器。一旦螞蟻感染了真菌，他們就會離開正常的棲息地並且咬住葉子的葉背，這個現象被稱為「死亡嚙咬」，只出現在特定的地區。

## 生命週期
如同其他蛇形蟲草屬的蟲生真菌，偏側蛇蟲草菌對於寄生的物種也具有一定的專一性，主要寄主為萊氏巨山蟻。有時本種也會寄生在與其親緣關係較近的螞蟻種類身上，但是繁殖與寄生的成功率較低。
受感染的螞蟻行為相當特殊，甚至產生了一種流行術語「殭屍螞蟻」，當然這種行為為真菌帶來了益處。真菌的孢子附著後會利用酵素突破螞蟻的外骨骼。進入螞蟻體內後，真菌開始擴散，並且釋放一種可以影響螞蟻血腔的化合物，接著取得螞蟻的身體控制權。被感染後的螞蟻會產生不定時的抽搐並設法移動到森林底層。螞蟻會爬上植物的莖，用下顎以異常的力量將自己固定在葉脈上，並留下一個啞鈴狀的痕跡，其平均高度為森林地面上方25.20±2.46公分，位於植物北側，濕度約為94-95％，溫度為20至30°C的環境（68和86°F）。
感染可能導致每平方米20至30隻螞蟻的死亡。每每它們都在離地面特定高度的樹葉上死亡，並且緊緊地咬著葉脈。當死去的螞蟻被移除時，該真菌的生長和孢子皆失敗或產生異常。根據植物化石數據庫的搜索顯示，4800萬年前德國的梅塞爾坑的化石葉上就已經有類似的啞鈴狀痕跡。
一旦螞蟻的大顎咬住葉脈，真菌就會開始破壞螞蟻的肌肉組織，並減少粒線體和內質網的數量。這讓螞蟻不再能控制大顎的肌肉並保持固定，這個行為在真菌的生命週期中扮演著非常重要的角色。
接著真菌殺死螞蟻，繼續生長，它的菌絲逐漸侵入螞蟻的軟組織，並在結構上加強其外骨骼。然後更多的菌絲體從螞蟻中生長出來，並將其牢牢地固定在植物上，同時分泌抗菌藥物以贏得生存競爭。當真菌準備繁殖時，它的子實體會從螞蟻的頭部生長並破裂，並釋放出孢子。 這個過程需要四到十天。
綜觀整個生命週期，他們有著獨特的代謝活動來應對獨特的挑戰，真菌孢子必須牢固地附著並穿透節肢動物的外骨骼，接著避過或抑制宿主的防禦，然後，在殺死宿主之前控制他的行為; 最後，它必須保護宿主屍體免受微生物和食腐者的攻擊。

## 分布
此種真菌主要分布於泰國和巴西的熱帶雨林中。

## 與寄主的交互關係
偏側蛇蟲草菌有能力毀掉整個蟻群，相對地，螞蟻也有能力感應出哪個巢穴中的同伴已經被感染。為避免更大的災害，他們會將垂死的同伴帶離巢穴。

### 二次寄生真菌
奇特的是，偏側蛇蟲草菌還有一種不明的寄生性真菌天敵，那些天敵被稱為「抗殭屍真菌真菌」，寄生者會在偏側蛇蟲草菌釋放孢子前進入螞蟻的屍體中攻擊他，這導致了被寄生的偏側蛇蟲草菌只有6-7％的孢子囊存活，限制了偏側蛇蟲草菌對螞蟻族群的破壞。更奇特的是螞蟻會培養這種偏側蛇蟲草菌的天敵以達成互利共生。

## 醫藥用途的潛力
Ophiocordyceps 屬的蟲生真菌含有各種已知的或是非典型的代謝物質，這些天然產物被發現擁有成為免疫調節，抗腫瘤，降血糖和降膽固醇標靶藥劑的潛力。
目前已經從偏側蛇蟲草菌中分離出六種已知的萘醌化合物，即紅黴素，脫氧胸苷，4-O-甲基紅黴素，表甲硫基甾醇，脫氧甲基甾醇和3,5,8-三羥基-6-甲氧基-2-（5-氧代己-1-， 3-二烯基）-1,4-萘醌，其中最後一個在與研發抗瘧疾藥物相關的體外試驗中顯示出活性。
由偏側蛇蟲草菌製成的紅色萘醌顏料，在酸性條件下顯示紅色，在鹼性條件下顯示紫色。這些顏料在酸/鹼環境下非常穩定，明亮且無細胞毒性，這使得它們適用於食品著色以及其他材料的染色。這些特性也使其成為結核病患者抗結核藥物檢測的首選藥物，通過與化療藥物聯合改善症狀和增強免疫力。